# Мебејн (Северна Каролина)
Мебејн (енгл. Mebane) град је у америчкој савезној држави Северна Каролина.

## Демографија
По попису из 2010. године број становника је 11.393, што је 4.109 (56,4%) становника више него 2000. године.
| Група             | 2000.         | 2010.         |
| Белци             | 5.467 (75,1%) | 7.995 (70,2%) |
| Афроамериканци    | 1.273 (17,5%) | 2.324 (20,4%) |
| Азијати           | 45 (0,6%)     | 142 (1,2%)    |
| Хиспаноамериканци | 382 (5,2%)    | 684 (6,0%)    |
| Укупно            | 7.284         | 11.393        |